# Esbjerg Kommune
Esbjerg Kommune ist eine dänische Kommune in Jütland. Sie entstand am 1. Januar 2007 im Zuge der Kommunalreform durch Vereinigung der „alten“ Esbjerg Kommune mit den bisherigen Kommunen Bramming und Ribe sowie der Ortschaft Grimstrup im Kirchspiel Grimstrup der ehemaligen Kommune Helle, alle im Ribe Amt.
Esbjerg Kommune besaß am 1. Januar 2025 eine Gesamtbevölkerung von 115.157 Einwohnern (Stand: 1. Januar 2025) und eine Fläche von 794,50 km². Sie ist Teil der Region Syddanmark. Der Sitz der Verwaltung ist in Esbjerg.

## Kirchspielsgemeinden und Ortschaften in der Kommune
Auf dem Gemeindegebiet liegen die folgenden Kirchspiele (dänisch: Sogn) und Ortschaften mit über 200 Einwohnern (byer nach Definition der dänischen Statistikbehörde); bei einer eingetragenen Einwohnerzahl von Null hatte der Ort in der Vergangenheit mehr als 200 Einwohner:
| Nummer | Kirchspiel           | Einw.  | Ortschaft                    | Einw.     |
| ------ | -------------------- | ------ | ---------------------------- | --------- |
| 20     | Bramming Sogn        | 7.690  | Bramming                     | 7.315     |
| 04     | Bryndum Sogn         | 2.605  | Bryndum Tarp                 | 517 1.670 |
| 22     | Darum Sogn           | 1.232  | Store Darum                  | 929       |
| 28     | Farup Sogn           | 719    |                              |           |
| 07     | Gjesing Sogn         | 8.332  |                              |           |
| 10     | Grimstrup Sogn       | 973    | Grimstrup                    | 563       |
| 16     | Grundtvigs Sogn      | 8.265  |                              |           |
| 03     | Guldager Sogn        | 6.244  | Guldager Guldager Stationsby | 978 519   |
| 21     | Gørding Sogn         | 2.564  | Gørding                      | 1.782     |
| 02     | Hjerting Sogn        | 7.413  |                              |           |
| 26     | Hjortlund Sogn       | 263    |                              |           |
| 01     | Hostrup Sogn         | 321    |                              |           |
| 23     | Hunderup Sogn        | 696    | Hunderup                     | 242       |
| 35     | Hviding Sogn         | 779    |                              |           |
| 17     | Jerne Sogn           | 9.562  |                              |           |
| 24     | Jernved Sogn         | 1.815  | Jernved Gredstedbro          | 313 1.071 |
| 27     | Kalvslund Sogn       | 241    |                              |           |
| 08     | Kvaglund Sogn        | 3.542  |                              |           |
| 32     | Mandø Sogn           | 34     |                              |           |
| 31     | Obbekær Sogn         | 218    |                              |           |
| 29     | Ribe Domsogn         | 3.607  | Ribe Øster Vedsted           | 8.367 823 |
| 36     | Roager Sogn          | 575    | Roager                       | 319       |
| 30     | Sankt Katharine Sogn | 6.388  | Lustrup                      | 293       |
| 34     | Seem Sogn            | 593    |                              |           |
| 09     | Skads Sogn           | 2.252  | Andrup Skads                 | 1.457 421 |
| 19     | Sneum Sogn           | 286    |                              |           |
| 37     | Spandet Sogn         | 429    |                              |           |
| 06     | Sædden Sogn          | 10.163 |                              |           |
| 18     | Tjæreborg Sogn       | 3.330  |                              |           |
| 13     | Treenigheds Sogn     | 7.374  |                              |           |
| 12     | Vejrup Sogn          | 1.145  | Endrup Vejrup                | < 200 788 |
| 05     | Vester Nebel Sogn    | 751    | Vester Nebel                 | 420       |
| 11     | Vester Nykirke Sogn  | 517    | Endrup                       | < 200     |
| 33     | Vester Vedsted Sogn  | 1.186  | Egebæk Vester Vedsted        | 1.094 317 |
| 25     | Vilslev Sogn         | 656    | Vilslev                      | 447       |
| 15     | Vor Frelsers Sogn    | 6.037  |                              |           |
| 14     | Zions Sogn           | 6.728  |                              |           |
| –      |                      |        | Esbjerg                      | 71.554    |

1. ↑  Der flächenmäßig größere Teil des Grimstrup Sogn liegt auf dem Gebiet der Varde Kommune.
2. ↑  Guldager Stationsby hieß bis 2020 „Ravnsbjerg“.
3. ↑  Ein kleiner Teil des Gørding Sogn liegt auf dem Gebiet der Vejen Kommune.
4. 1 2  Die Ortschaft Endrup erstreckt sich über das Gebiet der Sogne Vejrup und Vester Nykirke und schwankt seit einigen Jahren um 200 Einwohner; beispielsweise in den Jahren 2006, 2010 und 2014 lag die Einwohnerzahl unter 200.

Rundhügel in der Esbjerg Kommune
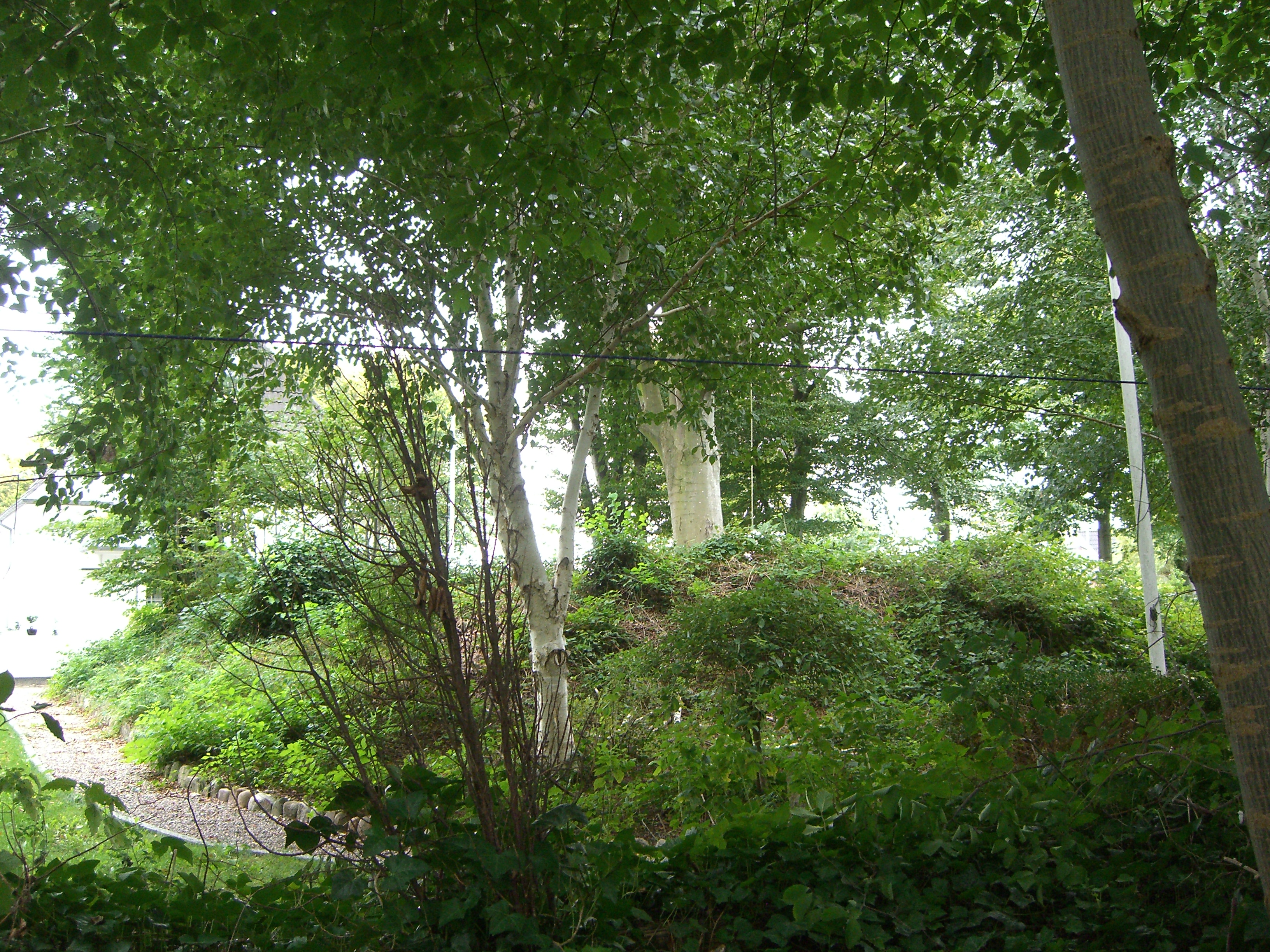
Boldesager
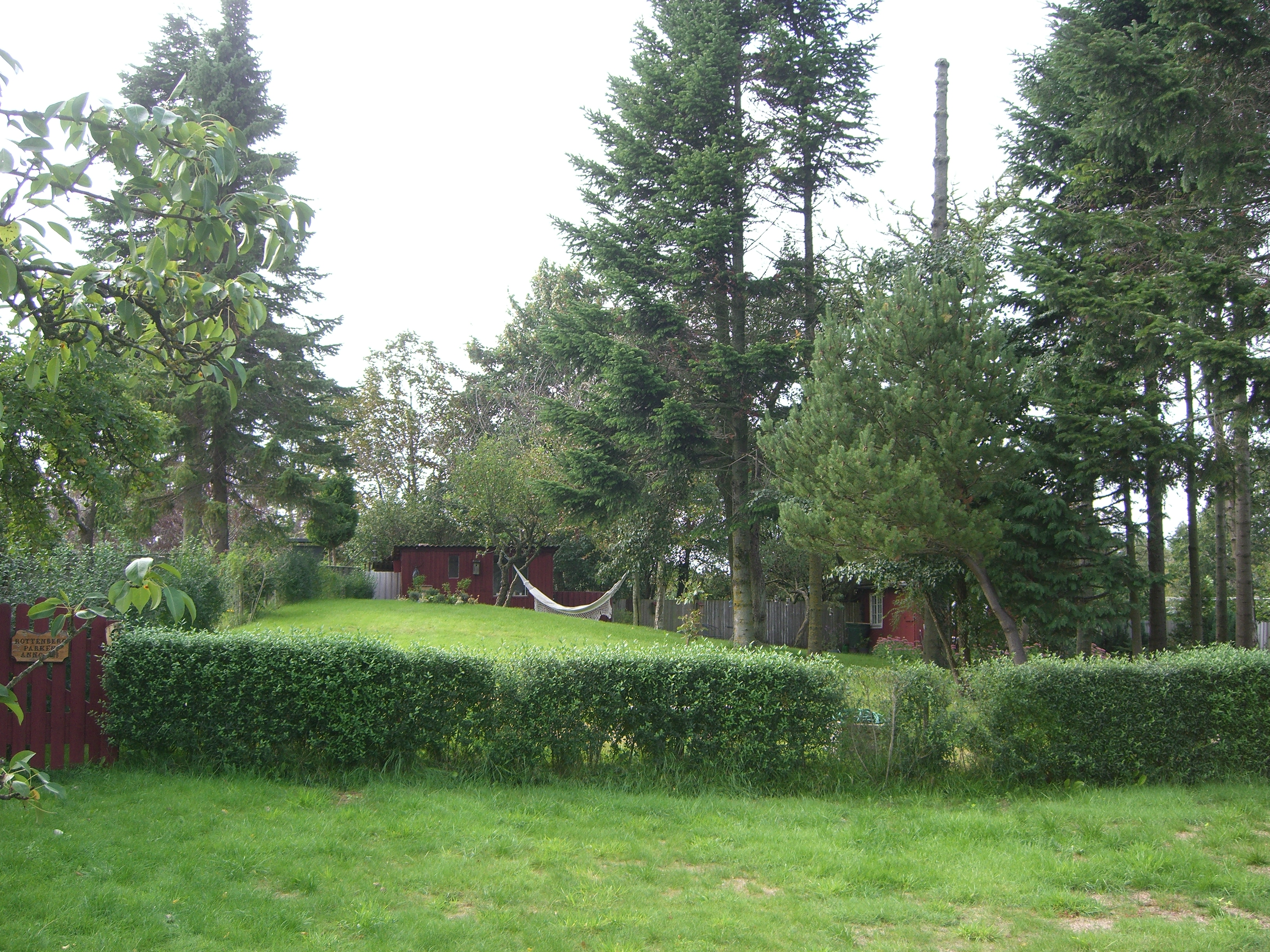
Gammelby
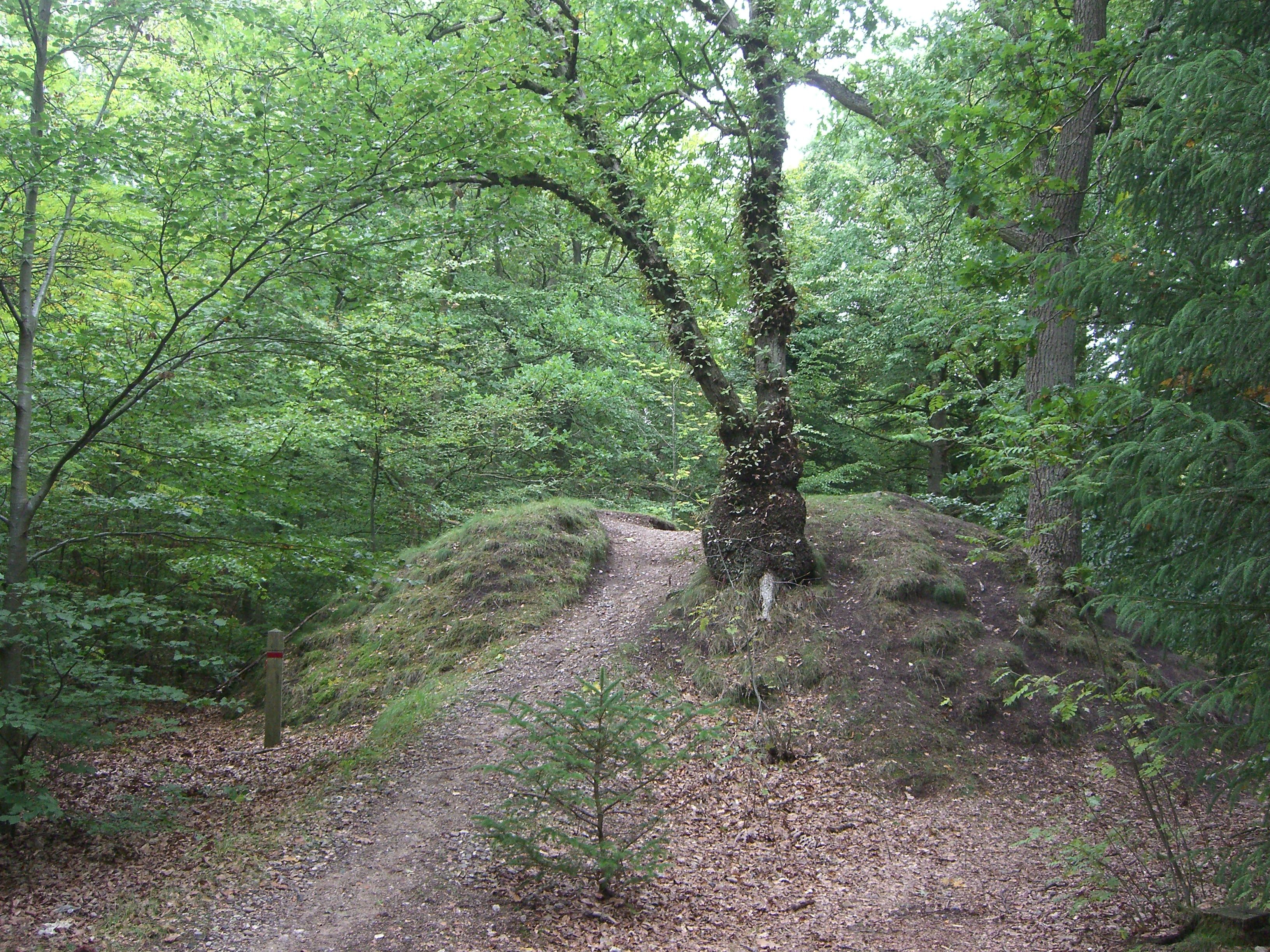
Giersing
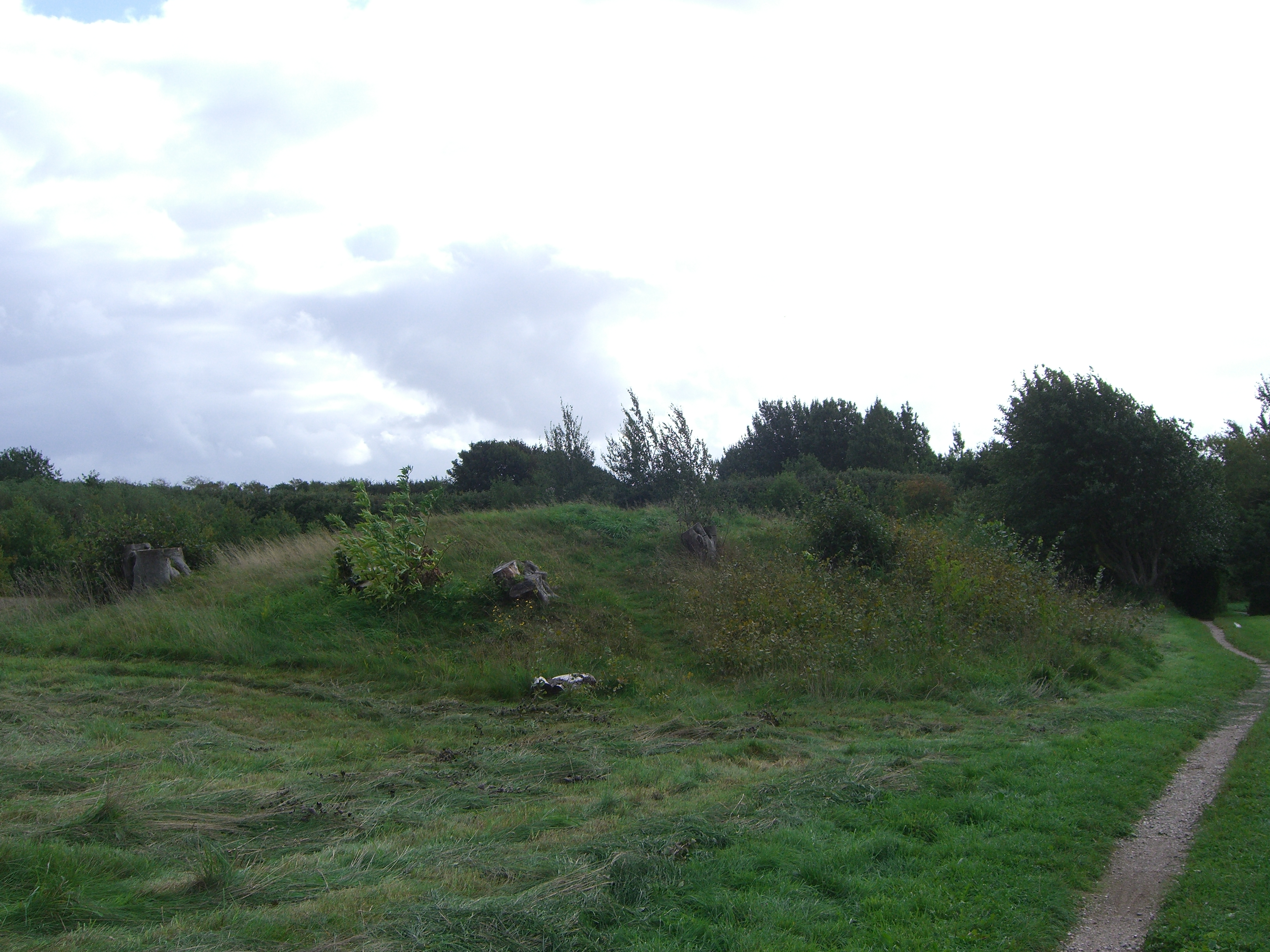
Jerne
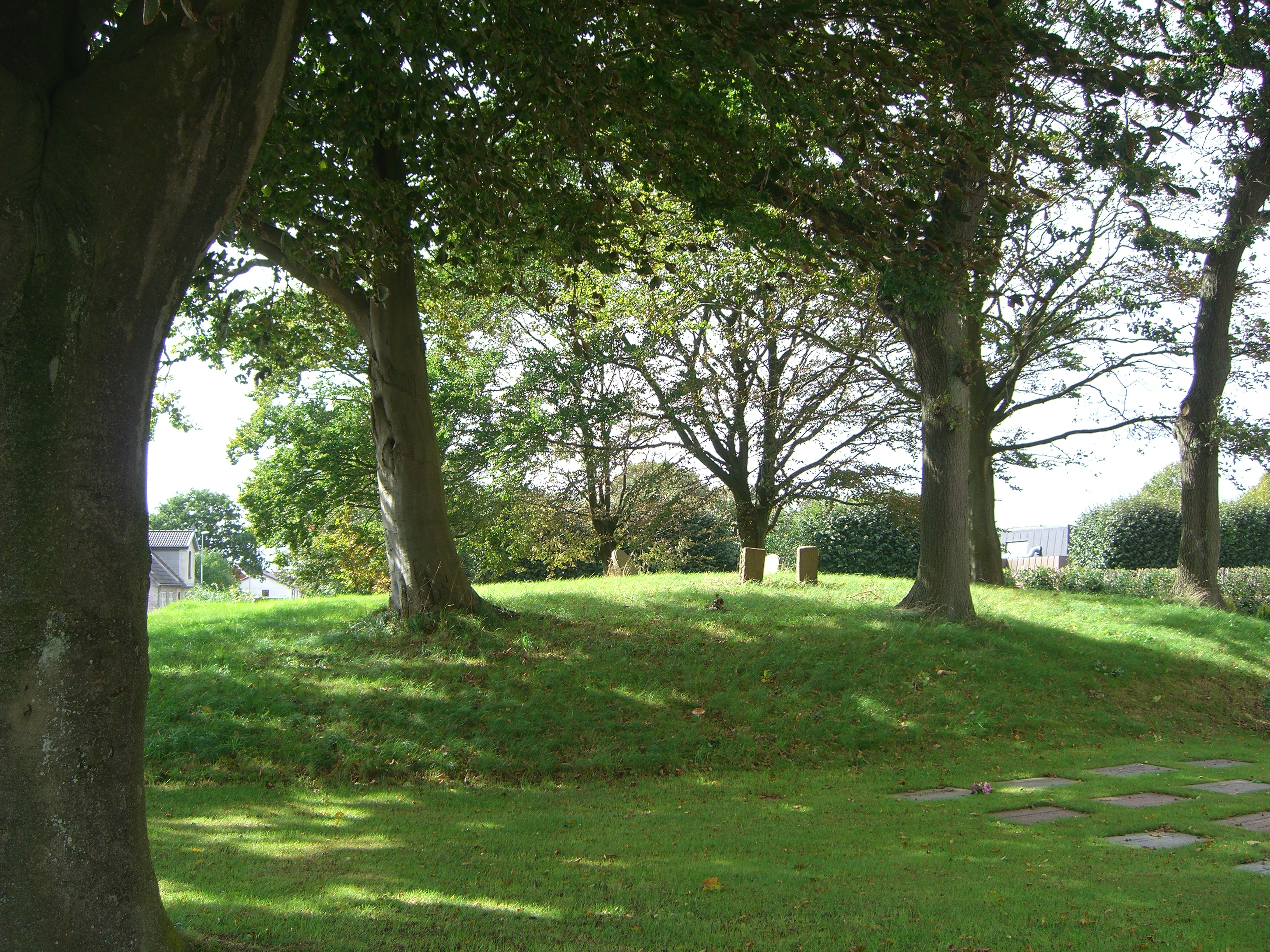
Jerne Kirkegård
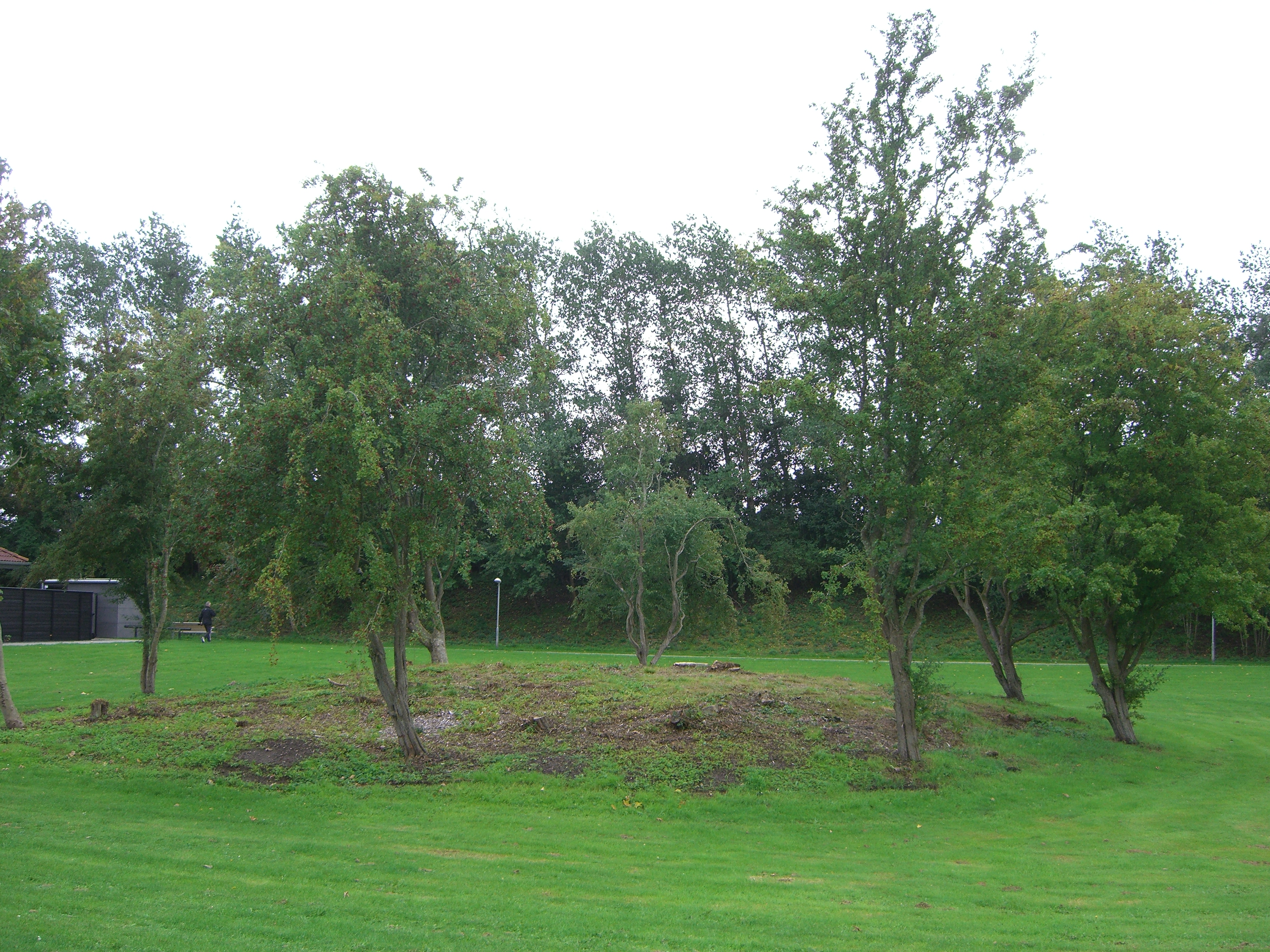
Kvaglund

## Politik

### Kommunalrat
In Dänemark wird für die gesamte Kommune, also für alle Bewohner und somit alle in der Kommune liegenden Städte, Orte, Dörfer und Landgebiete, ein gemeinsamer Bürgermeister und ein repräsentatives Gremium, der Kommunalrat (dän. Kommunalbestyrelse, auch Byråd), gewählt. 
Der Kommunalrat der Esbjerg Kommune besteht aus 31 Mitgliedern. Kommunalwahlen finden alle vier Jahre statt. Die Sitzverteilung nach der Kommunalratswahl vom 16. November 2021 ist:
- SF: 3
- A: 8
- B: 1
- V: 15
- C: 3
- O: 1

Stand: Juni 2025, Quelle:

## Partnerstädte
Die Esbjerg Kommune unterhält folgende Städtepartnerschaften:
- Vereinigtes Königreich: Ely
- Schweden: Eskilstuna
- Island: Fjarðabyggð
- Deutschland: Güstrow
- Finnland: Jyväskylä
- Österreich: Krems an der Donau
- Grönland: Maniitsoq
- Deutschland: Ratzeburg
- Norwegen: Stavanger
- Volksrepublik China: Suzhou
- Polen: Stettin
- Färöer: Tórshavn